# Polygonum olivascens
Polygonum olivascens är en slideväxtart som beskrevs av Rech. f. & Schiman-czeika. Polygonum olivascens ingår i släktet trampörter, och familjen slideväxter. Inga underarter finns listade i Catalogue of Life.